# デンマーク・オープン (バドミントン)
デンマークオープン（Denmark Open、以前はDanish Open）は、デンマークバドミントン協会が主催し、デンマークで毎年開催されているバドミントンの国際大会。通常は10月の後半に開催されている。
大会は1935年にスタート。途中、第二次世界大戦中と1955年から1964年にかけては開催されなかった年がある。2007年にBWFスーパーシリーズの大会の一つとなり、2011年より同プレミアの大会となる。

## 開催地
これまで11の都市で開催されたことがある。2012年現在の開催地はオーデンセ。
| 年度      | 都市                |
| --------- | ------------------- |
| 1935-1938 | コペンハーゲン      |
| 1945-1985 | コペンハーゲン      |
| 1986      | オールボー          |
| 1987      | エスビャウ          |
| 1988      | オーデンセ          |
| 1989      | Højbjerg            |
| 1990      | オーベンロー        |
| 1991      | Solrød municipality |
| 1992      | オールボー          |
| 1993      | Højbjerg            |
| 1994      | エスビャウ          |
| 1995      | オーデンセ          |
| 1996      | Middelfart          |
| 1997-1999 | ヴァイレ            |
| 2000-2002 | Farum               |
| 2003-2006 | オーフス            |
| 2007-     | オーデンセ          |

## 優勝選手
| 年   | 男子シングルス                     | 女子シングルス           | 男子ダブルス                                                        | 女子ダブルス                                | 混合ダブルス                                                  |
| ---- | ---------------------------------- | ------------------------ | ------------------------------------------------------------------- | ------------------------------------------- | ------------------------------------------------------------- |
| 2024 | アンダース・アントンセン           | 王祉怡                   | 梁偉鏗 王昶                                                         | 岩永鈴 中西貴映                             | 馮彥哲 黄東萍                                                 |
| 2023 | 翁泓陽                             | 陳雨菲                   | アーロン・チア ソー・ウーイック                                     | 陳清晨 賈一凡                               | 馮彥哲 黄東萍                                                 |
| 2022 | 石宇奇                             | 何冰娇                   | ファジャル・アルフィアン ムハマド・リアン・アルディアント           | 陳清晨 賈一凡                               | 鄭思維 黄雅瓊                                                 |
| 2021 | ビクトル・アクセルセン             | 山口茜                   | 保木卓郎 小林優吾                                                   | 黄東萍 鄭雨                                 | 渡辺勇大 東野有紗                                             |
| 2019 | 桃田賢斗                           | 戴資穎                   | マルクス・フェルナルディ・ギデオン ケビン・サンジャヤ・スカムルジョ | 白荷娜 鄭景銀                               | プラフィーン・ジョーダン メラティデファ・オクタフィアンティ   |
| 2018 | 桃田賢斗                           | 戴資穎                   | マルクス・フェルナルディ・ギデオン ケビン・サンジャヤ・スカムルジョ | 福島由紀 廣田彩花                           | 鄭思維 黄雅瓊                                                 |
| 2017 | スリカンス・キダンビ               | ラチャノック・インタノン | 劉成 張楠                                                           | 李昭希 申昇瓚                               | 鄧俊文 謝影雪                                                 |
| 2016 | タノンサック・サエンソンボーンスク | 山口茜                   | ゴー・V シェム タン・ウィーキョン                                   | 松友美佐紀 髙橋礼華                         | ヨアシム・フィッシャー・ニールセン クリスティナ・ペデルセン   |
| 2015 | 諶龍                               | 李雪芮                   | 李龍大 柳延星                                                       | 鄭景銀 申昇瓚                               | 高成炫 金荷娜                                                 |
| 2014 | 諶龍                               | 李雪芮                   | 傅海峰 張楠                                                         | 王暁理 于洋                                 | 徐晨 馬晋                                                     |
| 2013 | 諶龍                               | 王儀涵                   | 李龍大 柳延星                                                       | 包宜鑫 湯金華                               | 張楠 趙芸蕾                                                   |
| 2012 | リー・チョンウェイ                 | サイナ・ネワール         | 申白喆 柳延星                                                       | 馬晋 湯金華                                 | 徐晨 馬晋                                                     |
| 2011 | 諶龍                               | 汪鑫                     | 鄭在成 李龍大                                                       | 王暁理 于洋                                 | ヨアシム・フィッシャー・ニールセン クリスティーナ・ペデルセン |
| 2010 | ヤン・ウ・ヨルゲルセン             | 王儀涵                   | マシアス・ボー カーステン・モーゲンセン                             | 前田美順 末綱聡子                           | トーマス・レイボーン カミラ・リターユール                     |
| 2009 | シモン・サントソ                   | ティナ・ラスムセン       | クー・キンキット タン・ブンホン                                     | 潘攀 張亜雯                                 | ヨアシム・フィッシャー・ニールセン クリスティーナ・ペデルセン |
| 2008 | ピーター・ゲード                   | 王琳                     | マルキス・キド ヘンドラ・セティアワン                               | ウォン・ペイティ チン・イエンフイ           | ヨアシム・フィッシャー・ニールセン クリスティーナ・ペデルセン |
| 2007 | 林丹                               | 盧蘭                     | クー・キンキット タン・ブンホン                                     | 楊維 張潔雯                                 | 何漢斌 于洋                                                   |
| 2006 | 陳宏                               | 蒋燕皎                   | ラース・ポースク ヨナス・ラスムセン                                 | カミラ・アウグスティン ナディエズダ・ジエバ | アンソニー・クラーク ドナ・ケロッグ                           |
| 2005 | リー・チョンウェイ                 | ピ・ホンヤン             | チャン・チョンミン クー・キンキット                                 | 小椋久美子 潮田玲子                         | トーマス・レイボーン カミラ・リターユール                     |
| 2004 | 林丹                               | 謝杏芳                   | ラース・ポースク ヨナス・ラスムセン                                 | 魏軼力 趙婷婷                               | 陳其遒 趙婷婷                                                 |
| 2003 | 林丹                               | 龔睿那                   | 河泰権 金東文                                                       | 楊維 張潔雯                                 | 金東文 羅景民                                                 |
| 2002 | 陳宏                               | カミラ・マーチン         | 河泰権 金東文                                                       | 魏軼力 趙婷婷                               | 金東文 黄遊美                                                 |
| 2001 | 鮑春来                             | カミラ・マーチン         | マーチン・ルンドガード・ハンセン ラース・ポースク                   | Helene Kirkegaard Rikke Olsen               | Tri Kush Aryanto Emma Ermawati                                |